# Liste von Schiffen mit dem Namen Atalante
Atalante, L’Atalante oder Atalanta ist ein mehrfach genutzter Name von Schiffen.
Der Name stammt aus dem Griechischen (siehe Atalante).

## Schiffsliste
| Bezeichnung | Schiffsart        | Klasse / Typ    | Baujahr | Bauwerft                                | Eigner                                                           | Dienstzeit | Verbleib                                                              | Bild |
| ----------- | ----------------- | --------------- | ------- | --------------------------------------- | ---------------------------------------------------------------- | ---------- | --------------------------------------------------------------------- | ---- |
| Atalante    | Fregatte          |                 | 1707    |                                         | französische Marine                                              |            | 1733 abgewrackt                                                       |      |
| Atalante    | Fregatte          |                 | 1741    |                                         | französische Marine                                              |            | 1760 gesunken                                                         |      |
| Atalante    | Fregatte          |                 | 1768    |                                         | französische Marine                                              |            | 1794 von der Royal Navy erobert, in Espion umbenannt, 1799 gestrandet |      |
| Atalante    | Sloop             |                 | 1794    |                                         | französische Marine                                              |            | 1797 von der Royal Navy erobert, 1807 auf Grund gelaufen und zerstört |      |
| Atalante    | Fregatte          | Virginie-Klasse | 1802    |                                         | französische Marine                                              |            | 1805 gestrandet                                                       |      |
| Atalante    | Panzerschiff      | Alma-Klasse     | 1869    |                                         | französische Marine                                              |            | 1887 gesunken                                                         |      |
| Atalanta    | Lotsenschoner     |                 | 1901    | Peterswerft, Wewelsfleth                | M.M.Warburg & CO / Förderverein Schoner „Atalanta“               | seit 1930  |                                                                       |      |
| Atalante    | Kreuzfahrtschiff  |                 | 1953    | A&C de France, Dünkirchen               | Aphrodite Cruises / Mediterranean Sun Cruises / Paradise Cruises | 1973–2004  | 2004 verschrottet                                                     |      |
| L’Atalante  | Forschungsschiff  |                 | 1990    | Ateliers & Chantiers du Havre, Le Havre | Ifremer                                                          | seit 1990  |                                                                       |      |
| Atalante    | Massengutfrachter |                 | 2008    |                                         |                                                                  | seit 2008  |                                                                       |      |